# Neoranga - L'arcana divinità del mare del sud
Neoranga - L'arcana divinità del mare del sud (南海奇皇ネオランガ?, Nankai Kio Neoranga), letteralmente "Lo strano sovrano dei mari del sud - Neoranga" è un anime trasmesso in Giappone a partire dal 1998 e distribuito in Italia dalla Dynamic Italia in VHS.
Nella trasmissione giapponese, "Neo Ranga" faceva parte dell'"Anime Complex", ovvero tre serie di breve durata (insieme a Maico 2010 e Aa! Megami-sama! Chicchaitte koto wa benri da ne), trasmesse insieme come se si trattasse di una sola.

## Trama
Ushio Shimabara, una studentessa delle superiori, vive a Tokyo con la sorella maggiore Minami e la piccola Yuuhi. Essendo sole, le tre ragazze non se la passano bene economicamente. Quando le cose stanno andando per il peggio, scoprono di avere una eredità dimenticata, lasciata loro dal fratello maggiore, scomparso anni prima in Indonesia. Il ragazzo infatti aveva sposato l'erede al trono dell'isola di Barou, divenendone quindi re, ma era morto mesi dopo in mare. 
L'eredità consiste in Ranga, il colossale dio-robot di quell'isola, che decide a chi appartenere, facendo divenire quindi il proprio possessore il re di Barou. Sono proprio le ragazze a essere scelte da Ranga, che viene comandato dai loro pensieri anche per le cose più semplici, come fare la spesa o buttare la spazzatura. 
La vita per le ragazze però non sarà facile: dovranno guardarsi dalla diffidenza e dai sospetti della popolazione di Tokyo e in seguito dai disegni macchinosi e ingannatori di una parte del governo giapponese che, supportato dall'esercito, mira a usare Ranga e altri esseri simili a lui come armi. Alla fine si scoprirà che Ranga altro non è che un essere vivente creato da un'antica ed evoluta razza di esseri umani, i Suura, e che fu l'unico della sua specie a opporsi a Tao, un dio maligno che ancora oggi aleggia sul futuro dell'umanità, e che usa i suoi ambasciatori, i Curiotes, per sottomettere il mondo.

## Personaggi
- Ushio Shimabara

doppiata da Miyamura Yuko (vers. giapponese); Perla Liberatori (vers. italiana)
È la mezzana fra le tre sorelle Shimabara. È una ragazza molto equilibrata, rigorosa e con un forte senso della giustizia, al punto da apparire spesso un po' inflessibile. Era la più affezionata al defunto fratello Masaru. Il suo ideale di giustizia la spinge ad usare Ranga per la sua lotta idealista contro i mali della società che spaziano dalla corruzione alla malavita fino al recupero di persone che hanno intrapreso una brutta strada.
- Minami Shimabara

doppiata da Sumitomo Yuko (vers. giapponese); Stella Musy (vers. italiana)
È la più grande delle tre ed è un'impegnatissima donna in carriera, tutta presa a far quadrare i conti casalinghi. È tranquilla e rilassata e di conseguenza ama la vita tranquilla, senza troppi problemi e "rotture di scatole". Sarà l'ultima delle tre sorelle a controllare Ranga, tanto che all'inizio penserà anche di non esserne capace visto il suo carattere mite e poco avvezzo alla lotta.
- Yuuhi Shimabara

doppiata da Sendai Eri (vers. giapponese); Domitilla D'Amico (vers. italiana)
12 anni, frequenta la 6^a elementare in una scuola privata ed ha pure vinto una borsa di studio. Tuttavia sotto l'aspetto angelico si cela una malvagità incredibile per una ragazzina! Yuuhi è perfida e spontanea il che si traduce in una vera e propria peste! Molto matura per la sua età, non ha alcuna paura di prendere di petto situazioni e persone più grandi di lei, e quando usa Ranga, a differenza delle sue sorelle, non si impone alcun tipo di limite.
- Joel

doppiato da Miyata Harunori (vers. giapponese); Stefano De Filippis (vers. italiana)
È il bambino indonesiano, legittimo erede al trono di Barou, ma scavalcato dalle tre Shimabara perché non piaceva a Ranga. Nonostante questo aiuterà le tre ragazze. Come le tre sorelle è un discendente dei Suura, tanto da poter ospitare lo spirito e la coscienza di alcuni di loro all'interno del proprio corpo.

## Episodi
| Nº                                      | Titolo italiano Giapponese 「Kanji」 - Rōmaji                                                        | In onda           | In onda |
| Nº                                      | Titolo italiano Giapponese 「Kanji」 - Rōmaji                                                        | Giapponese        |         |
| 1                                       | La linea di difesa di Tennozu 「天王洲防衛線」 - tennoo shū booei sen                                | 6 aprile 1998     |         |
| 2                                       | Il paradiso dove vive la divinità 「神が棲む楽園」 - kami ga sumu rakuen                             | 13 aprile 1998    |         |
| 3                                       | Il crepuscolo dell'inganno 「謀られた黄昏」 - hakara re ta tasogare                                  | 20 aprile 1998    |         |
| 4                                       | Avvolta da un lampo 「閃光に抱かれる」 - senkoo ni idaka reru                                        | 27 aprile 1998    |         |
| 5                                       | Carnevale nel deserto 「砂漠でカーニバル」 - sabaku de kaanibaru                                     | 11 maggio 1998    |         |
| 6                                       | Una portantina sacra fuori stagione 「季節外れの神輿」 - kisetsuhazure no shinyo                     | 18 maggio 1998    |         |
| 7                                       | La festa di Musashino 「武蔵野祭禮」 - musashino sai 禮[?]                                           | 25 maggio 1998    |         |
| 8                                       | Il mondo secondo Yuhi 「夕姫が見た景色」 - yū hime ga mi ta keshiki                                  | 1º giugno 1998    |         |
| 9                                       | Il negozio in cui lavora Ushio 「海潮のいる店」 - umi shio no iru mise                               | 8 giugno 1998     |         |
| 10                                      | Il sogno di ieri 「昨日の約束」 - kinoo no yakusoku                                                  | 15 giugno 1998    |         |
| 11                                      | Nord e sud 「キタとミナミ」 - kita to minami                                                         | 22 giugno 1998    |         |
| 12                                      | La via di Minami 「魅波が歩く道」 - mi ha ga aruku michi                                             | 29 giugno 1998    |         |
| 13                                      | Tempo sereno a Banana City 「バナナシティ日和」 - banana shiti hiyori                                | 6 luglio 1998     |         |
| 14                                      | Naufraghi in un mare di neon 「ネオンの海で捕まえて」 - neon no umi de tsukamae te                   | 13 luglio 1998    |         |
| 15                                      | Una crociera infuocata 「恋のバカんしゅ」 - koi no baka n shi?                                       | 20 luglio 1998    |         |
| 16                                      | Il tempio dei tre cuori 「心を三つ持つ社」 - kokoro o mittsu motsu sha                               | 27 luglio 1998    |         |
| 17                                      | Un dio d'importazione 「えぐりとられた躰」 - e guritorareta karada                                   | 3 agosto 1998     |         |
| 18                                      | Cocomeri e bikini 「水着でスイカ？」 - mizugi de suika?                                              | 10 agosto 1998    |         |
| 19                                      | Alla fine delle vacanze estive 「夏休みの終わりに」 - natsuyasumi no owari ni                        | 24 agosto 1998    |         |
| 20                                      | Il primo soffio di vento 「二人の始まり」 - ni nin no hajimari                                       | 31 agosto 1998    |         |
| 21                                      | Il luogo in cui è custodita la legge 「法が在る世界」 - hoo ga aru sekai                             | 7 settembre 1998  |         |
| 22                                      | La frattura annunciata 「とうに壊れていたもの」 - tooni koware te i ta mono                          | 14 settembre 1998 |         |
| 23                                      | La divinità vuota 「虚ろな王」 - utsuro na oo                                                        | 21 settembre 1998 |         |
| 24                                      | Bianca marea al tramonto 「白き汐」 - shiroki shio                                                   | 28 settembre 1998 |         |
| Neo Ranga University Games (24 episodi) | |                   |         |
| 25                                      | The Seeds of Independence in Western Tokyo 「西東京暫定独立領」 - nishitookyoo zantei dokuritsu ryoo | 6 aprile 1999     |         |
| 26                                      | The Blessed Heart of Evil 「邪である幸福」 - yokoshima de aru koofuku                                | 13 aprile 1999    |         |
| 27                                      | Battlefield Yearning 「戦場に憧れて」 - senjoo ni akogare te                                         | 20 aprile 1999    |         |
| 28                                      | In the Middle of an Era 「時代の中に」 - jidai no naka ni                                            | 27 aprile 1999    |         |
| 29                                      | How to Embarrass the King 「頬を染めた王様」 - hoo o some ta oosama                                  | 4 maggio 1999     |         |
| 30                                      | Courage on Display 「身勝手な英雄」 - migatte na eiyū                                                | 11 maggio 1999    |         |
| 31                                      | Working it for the Camera 「テレビのお仕事」 - terebi no o shigoto                                   | 18 maggio 1999    |         |
| 32                                      | We're Going LIVE! 「ナマ中継開始」 - nama chūkei kaishi                                              | 25 maggio 1999    |         |
| 33                                      | The Great Osaka Battle (Part A) 「大阪城大攻防戦（前編）」 - oosakajoo dai kooboo sen (zenpen)       | 1º giugno 1999    |         |
| 34                                      | The Great Osaka Battle (Part B) 「大阪城大攻防戦（後編）」 - oosakajoo dai kooboo sen (koohen)       | 8 giugno 1999     |         |
| 35                                      | What Happened to Christmas Eve? 「聖夜喪失」 - seiya sooshitsu                                       | 15 giugno 1999    |         |
| 36                                      | Christmas in Crisis 「ＸマスＸデイ」 - X masu X dei                                                  | 22 giugno 1999    |         |
| 37                                      | One Too Many Greasy Spoons 「洋食屋界隈」 - yooshoku ya kaiwai                                       | 29 giugno 1999    |         |
| 38                                      | In a World Without Punishment 「罰無き巷にて」 - bachi naki chimata nite                             | 6 luglio 1999     |         |
| 39                                      | The Recovering 「目醒めざる者」 - me same zaru mono                                                  | 13 luglio 1999    |         |
| 40                                      | Tastes Like Chicken 「失われた食卓」 - ushinawa re ta shokutaku                                      | 27 luglio 1999    |         |
| 41                                      | Insurrection Time 「変革のイブキ」 - henkaku no ibuki                                                | 3 agosto 1999     |         |
| 42                                      | God of a Godless Land 「神なき國の神」 - kami naki kuni no kami                                      | 17 agosto 1999    |         |
| 43                                      | Recovering Sacred Ground 「贖われる聖域」 - aganawa reru seiiki                                      | 24 agosto 1999    |         |
| 44                                      | Sweet Poison 「甘い毒」 - amai doku                                                                  | 31 agosto 1999    |         |
| 45                                      | Time Lost But Not Forgotten 「貫かれた時間」 - tsuranuka re ta jikan                                 | 7 settembre 1999  |         |
| 46                                      | Angels in Vogue 「流行りの天使」 - hayari no tenshi                                                  | 14 settembre 1999 |         |
| 47                                      | Promises and Prophecy 「契約されし階梯」 - keiyaku sa re shi kaitei                                  | 21 settembre 1999 |         |
| 48                                      | In the Paradise of Destitution 「不自由な楽園で」 - fujiyū na rakuen de                              | 28 settembre 1999 |         |

## Colonna sonora
Sigle di apertura
- "Kaze no Nemuru Shima" cantata da Miyamura Yuko, Sumitomo Yuko, e Sendai Eri (eps 1-24)
- "Kami to Nare" cantata da Kuniaki Haishima (eps 25-48)

Sigle di chiusura
- "Prologue ~A City In The Sky " cantata da Ito Masaaki (eps 1-24)
- "Kawaki No Miwa Ni Te" cantata da Miyamura Yuko, Sumitomo Yuko, e Sendai Eri (eps 25-48)